# Glen Moss
Glen Moss (* 19. Januar 1983 in Hastings) ist ein neuseeländischer Fußballspieler. Der Torhüter steht seit 2012 bei Wellington Phoenix unter Vertrag und spielt auch für die neuseeländische Nationalmannschaft.

## Vereinskarriere
Moss spielte die ersten Jahre seiner Karriere in regionalen Ligen in Australien. 2005 wechselte er zum A-League-Verein New Zealand Knights und kam dort auf neun Einsätze. Im Sommer 2006 hielt er in einem Freundschaftsspiel mit der neuseeländischen Nationalmannschaft gegen Brasilien so überzeugend, dass er umgehend vom rumänischen Klub Dinamo Bukarest unter Vertrag genommen wurde. Nach einem Jahr und nur drei Pflichtspieleinsätzen (davon zwei in der Qualifikation zum UEFA-Pokal) kehrte Moss nach Neuseeland zurück und schloss sich dem dortigen Profiverein Wellington Phoenix an. Dort stand er in direktem Konkurrenzkampf mit Mark Paston, der auch sein größter Widersacher um den Platz in der Nationalmannschaft ist. Während sich Moss bei Wellington als Stammtorhüter etablieren konnte, erhielt in der Nationalelf Paston den Vorzug.
Zur Saison 2009/10 wechselt Moss zum Ligakonkurrenten Melbourne Victory. Dort setzte er sich in der Saisonvorbereitung zunächst gegen Mitchell Langerak im Kampf um den Stammplatz im Tor durch, verlor diesen jedoch nach dem 14. Spieltag an den jüngeren Konkurrenten.
Im Juli 2010 unterschrieb Moss einen Zweijahresvertrag bei Gold Coast United, wo er den abgewanderten Jess Vanstrattan ersetzt.
2012 wechselte er wieder zu Wellington Phoenix, wo er erneut mit Mark Paston um den Platz zwischen den Pfosten kämpfen musste.
Die erste Saison beobachtete Moss größtenteils von der Bank. Nachdem Paston seine Karriere zur Saison 2013/14 hin beendet hatte, wurde Glen Moss zum ersten Torwart des Teams befördert.

## Nationalmannschaft
Sein Debüt in der Nationalelf gab Moss 2006 gegen Malaysia, 2009 nahm er als Stammtorhüter am Konföderationen-Pokal in Südafrika teil und absolvierte dort drei Spiele. Nachdem er im Qualifikationsspiel gegen Fidschi zur WM 2010 eine rote Karte wegen Schiedsrichterbeleidigung erhalten hatte, wurde er für vier Spiele der WM gesperrt. Dies sorgte dafür, dass er auch an den ersten beiden Gruppenspielen in der Endrunde nicht teilnehmen konnte. Trotzdem nominierte ihn Nationaltrainer Ricki Herbert, er kam jedoch zu keinem Einsatz, da sein langjähriger Konkurrent Mark Paston nach guten Leistungen auch im letzten Gruppenspiel gegen Paraguay zwischen den Pfosten stand.